# Sarney (família)
Sarney é um sobrenome de origem patronímica de uma família de políticos brasileira do estado do Maranhão.
O primeiro Sarney a adotar esse sobrenome foi o ex-presidente da República José Sarney. Este adotou o sobrenome em 1965 porque era conhecido desde 1958 como "Zé do Sarney". "Zé do Sarney" era uma referência ao pai, Sarney de Araújo Costa, que na época era promotor público da comarca de Pinheiro, onde o filho José Sarney  nasceu. O pai Sarney de Araújo Costa também veio a ser desembargador no TJMA  e presidente do TRE . Também existe uma teoria ou história popular de que o nome Sarney deriva do inglês "Sir Ney".